# Mohamed Bazoum
Mohamed Bazoum (tiếng Ả Rập: محمد بازوم) (sinh ngày 1 tháng 1 năm 1960) là chính trị gia người Niger, từng làm tổng thống thứ 10 của Niger từ năm 2021 đến năm 2023. Ngày 26 tháng 7 năm 2023, ông đã bị phế truất sau cuộc đảo chính do các thành viên của lực lượng bảo vệ tổng thống và lực lượng vũ trang lãnh đạo.